# Marcus Terentius Varro
Marcus Terentius Varro (n. 116 î.Hr., Rieti, Lazio, Regatul Italiei – d. 27 î.Hr., Roma, Republica Romană) a fost unul din cei mai însemnați savanți ai antichității latine.

## Scrieri
În lucrarea sa Antiquitates rerum humanarum et divinarum, citată pe larg de Sfântul Augustin, a arătat că există trei forme de teologie: una „mitică“, una „politică“ și alta „naturală“. La întrebarea ce sunt dumnezeii, a dat un răspuns demitologizant, susținând că „dumnezei” pot fi și numerele, atomii sau focul.

## Legături externe
- Lucrări de Marcus Terentius Varro la Proiectul Gutenberg
- Opere de sau despre Marcus Terentius Varro la Internet Archive
- Lucrări de Marcus Terentius Varro la LibriVox (cărți audio aflate în domeniul public)